# Eisschnelllauf-Weltcup 2008/09

Logo des Essent ISU Weltcup

Der Eisschnelllauf-Weltcup 2008/09 wurde für Frauen und Männer an neun Weltcupstationen in sechs Ländern ausgetragen. Die Saison begann am 7. November 2008 und endete am 7. März 2009. Hier wurden von den Frauen Strecken von 100 bis 5.000 Metern und der Männern von 100 bis 10.000 Meter gelaufen.
 Siehe auch: Liste der Gesamtweltcupsieger im Eisschnelllauf

## Wettbewerbe

### Frauen

#### Weltcup-Übersicht
| Datum                                                                                        | Ort                                             | Disziplin          | Sieger                                                     | Zweiter                                                           | Dritter                                                                 |
| -------------------------------------------------------------------------------------------- | ----------------------------------------------- | ------------------ | ---------------------------------------------------------- | ----------------------------------------------------------------- | ----------------------------------------------------------------------- |
| 7. bis 9. Nov. 2008                                                                          | Berlin (Sportforum Hohenschönhausen)            | 500 m (7. Nov.)    | Jenny Wolf                                                 | Wang Beixing                                                      | Lee Sang-hwa                                                            |
| 7. bis 9. Nov. 2008                                                                          | Berlin (Sportforum Hohenschönhausen)            | 1.500 m (7. Nov.)  | Kristina Groves                                            | Brittany Schussler                                                | Shannon Rempel                                                          |
| 7. bis 9. Nov. 2008                                                                          | Berlin (Sportforum Hohenschönhausen)            | 500 m (8. Nov.)    | Wang Beixing                                               | Jenny Wolf                                                        | Lee Sang-hwa                                                            |
| 7. bis 9. Nov. 2008                                                                          | Berlin (Sportforum Hohenschönhausen)            | 3.000 m (8. Nov.)  | Martina Sáblíková                                          | Daniela Anschütz-Thoms                                            | Masako Hozumi                                                           |
| 7. bis 9. Nov. 2008                                                                          | Berlin (Sportforum Hohenschönhausen)            | 1.000 m (9. Nov.)  | Christine Nesbitt                                          | Shannon Rempel                                                    | Laurine van Riessen                                                     |
| 7. bis 9. Nov. 2008                                                                          | Berlin (Sportforum Hohenschönhausen)            | Team (9. Nov.)     | NiederlandeRenate Groenewold Ireen Wüst Diane Valkenburg   | DeutschlandClaudia Pechstein Daniela Anschütz-Thoms Lucille Opitz | Vereinigte StaatenNancy Swider-Peltz Jr. Catherine Raney Mia Manganello |
| 14. bis 16. Nov. 2008                                                                        | Heerenveen (Thialf)                             | 500 m (14. Nov.)   | Jenny Wolf                                                 | Wang Beixing                                                      | Lee Sang-hwa                                                            |
| 14. bis 16. Nov. 2008                                                                        | Heerenveen (Thialf)                             | 3.000 m (14. Nov.) | Renate Groenewold                                          | Martina Sáblíková                                                 | Diane Valkenburg                                                        |
| 14. bis 16. Nov. 2008                                                                        | Heerenveen (Thialf)                             | 500 m (15. Nov.)   | Jenny Wolf                                                 | Wang Beixing                                                      | Lee Sang-hwa                                                            |
| 14. bis 16. Nov. 2008                                                                        | Heerenveen (Thialf)                             | 1.500 m (15. Nov.) | Kristina Groves                                            | Daniela Anschütz-Thoms                                            | Christine Nesbitt                                                       |
| 14. bis 16. Nov. 2008                                                                        | Heerenveen (Thialf)                             | 1.000 m (16. Nov.) | Christine Nesbitt                                          | Kristina Groves                                                   | Wang Beixing                                                            |
| 14. bis 16. Nov. 2008                                                                        | Heerenveen (Thialf)                             | Team (16. Nov.)    | NiederlandeRenate Groenewold Ireen Wüst Marrit Leenstra    | KanadaKristina Groves Christine Nesbitt Brittany Schussler        | DeutschlandClaudia Pechstein Daniela Anschütz-Thoms Lucille Opitz       |
| 22./23. Nov. 2008                                                                            | Moskau (Eispalast Krylatskoje)                  | 5.000 m (22. Nov.) | Claudia Pechstein                                          | Martina Sáblíková                                                 | Stephanie Beckert                                                       |
| 22./23. Nov. 2008                                                                            | Moskau (Eispalast Krylatskoje)                  | 1.500 m (23. Nov.) | Claudia Pechstein                                          | Christine Nesbitt                                                 | Kristina Groves                                                         |
| 6. bis 7. Dez. 2008                                                                          | Changchun (Jilin Provincial Speed Skating Rink) | 500 m (6. Dez.)    | Jenny Wolf                                                 | Lee Sang-hwa                                                      | Annette Gerritsen                                                       |
| 6. bis 7. Dez. 2008                                                                          | Changchun (Jilin Provincial Speed Skating Rink) | 1.000 m (6. Dez.)  | Kristina Groves                                            | Shannon Rempel                                                    | Laurine van Riessen                                                     |
| 6. bis 7. Dez. 2008                                                                          | Changchun (Jilin Provincial Speed Skating Rink) | 100 m (7. Dez.)    | Jenny Wolf                                                 | Xing Aihua                                                        | Lee Sang-hwa                                                            |
| 6. bis 7. Dez. 2008                                                                          | Changchun (Jilin Provincial Speed Skating Rink) | 500 m (7. Dez.)    | Jenny Wolf                                                 | Annette Gerritsen                                                 | Lee Sang-hwa                                                            |
| 6. bis 7. Dez. 2008                                                                          | Changchun (Jilin Provincial Speed Skating Rink) | 1.000 m (7. Dez.)  | Laurine van Riessen                                        | Kristina Groves                                                   | Shannon Rempel                                                          |
| 13./14. Dez. 2008                                                                            | Nagano (M-Wave)                                 | 500 m (13. Dez.)   | Jenny Wolf                                                 | Lee Sang-hwa                                                      | Sayuri Yoshii                                                           |
| 13./14. Dez. 2008                                                                            | Nagano (M-Wave)                                 | 1.000 m (13. Dez.) | Jennifer Rodriguez                                         | Christine Nesbitt                                                 | Kristina Groves                                                         |
| 13./14. Dez. 2008                                                                            | Nagano (M-Wave)                                 | 100 m (14. Dez.)   | Jenny Wolf                                                 | Xing Aihua                                                        | Sayuri Ōsuga                                                            |
| 13./14. Dez. 2008                                                                            | Nagano (M-Wave)                                 | 500 m (14. Dez.)   | Yu Jing                                                    | Lee Sang-hwa                                                      | Xing Aihua                                                              |
| 13./14. Dez. 2008                                                                            | Nagano (M-Wave)                                 | 1.000 m (14. Dez.) | Christine Nesbitt                                          | Yu Jing                                                           | Jin Peiyu                                                               |
| Mehrkampfeuropameisterschaft in Heerenveen (Thialf), 9. bis 11. Januar 2009                  |                                                 |                    |                                                            |                                                                   |                                                                         |
| Sprintweltmeisterschaft in Moskau (Eispalast Krylatskoje), 17./18. Januar 2009               |                                                 |                    |                                                            |                                                                   |                                                                         |
| 24. bis 25. Jan. 2009                                                                        | Kolomna (Kometa)                                | 500 m (24. Jan.)   | Jenny Wolf                                                 | Annette Gerritsen                                                 | Yu Jing                                                                 |
| 24. bis 25. Jan. 2009                                                                        | Kolomna (Kometa)                                | 1.000 m (24. Jan.) | Margot Boer                                                | Yu Jing                                                           | Christine Nesbitt                                                       |
| 24. bis 25. Jan. 2009                                                                        | Kolomna (Kometa)                                | 100 m (25. Jan.)   | Jenny Wolf                                                 | Judith Hesse                                                      | Xing Aihua                                                              |
| 24. bis 25. Jan. 2009                                                                        | Kolomna (Kometa)                                | 500 m (25. Jan.)   | Jenny Wolf                                                 | Jin Peiyu                                                         | Yu Jing                                                                 |
| 24. bis 25. Jan. 2009                                                                        | Kolomna (Kometa)                                | 1.000 m (25. Jan.) | Margot Boer                                                | Anni Friesinger                                                   | Christine Nesbitt                                                       |
| 30. Jan./ 1. Feb. 2009                                                                       | Erfurt (Gunda-Niemann- Stirnemann-Halle)        | 500 m (30. Jan.)   | Jenny Wolf                                                 | Yu Jing                                                           | Jin Peiyu                                                               |
| 30. Jan./ 1. Feb. 2009                                                                       | Erfurt (Gunda-Niemann- Stirnemann-Halle)        | 1.000 m (1. Feb.)  | Anni Friesinger                                            | Yu Jing                                                           | Jin Peiyu                                                               |
| 30. Jan./ 1. Feb. 2009                                                                       | Erfurt (Gunda-Niemann- Stirnemann-Halle)        | 1.500 m (30. Jan.) | Anni Friesinger                                            | Daniela Anschütz-Thoms                                            | Ireen Wüst                                                              |
| 30. Jan./ 1. Feb. 2009                                                                       | Erfurt (Gunda-Niemann- Stirnemann-Halle)        | 500 m (31. Jan.)   | Jenny Wolf                                                 | Yu Jing                                                           | Annette Gerritsen                                                       |
| 30. Jan./ 1. Feb. 2009                                                                       | Erfurt (Gunda-Niemann- Stirnemann-Halle)        | 3.000 m (31. Jan.) | Martina Sáblíková                                          | Daniela Anschütz-Thoms                                            | Renate Groenewold                                                       |
| 30. Jan./ 1. Feb. 2009                                                                       | Erfurt (Gunda-Niemann- Stirnemann-Halle)        | Team (1. Feb.)     | TschechienKarolína Erbanová Andrea Jirků Martina Sáblíková | RusslandAlla Schabanowa Galina Lichatschowa Jekaterina Schichowa  | PolenKatarzyna Wójcicka Luiza Złotkowska Natalia Czerwonka              |
| Mehrkampfweltmeisterschaft in Hamar (Vikingskipet), 7./8. Februar 2009                       |                                                 |                    |                                                            |                                                                   |                                                                         |
| 14./15. Feb. 2009                                                                            | Heerenveen (Thialf)                             | 1.500 m (15. Feb.) | Anni Friesinger                                            | Christine Nesbitt                                                 | Kristina Groves                                                         |
| 14./15. Feb. 2009                                                                            | Heerenveen (Thialf)                             | 5.000 m (14. Feb.) | Martina Sáblíková                                          | Stephanie Beckert                                                 | Kristina Groves                                                         |
| 6. bis 7. Mär. 2009                                                                          | Salt Lake City (Utah Olympic Oval)              | 500 m (7. März)    | Wang Beixing                                               | Jenny Wolf                                                        | Yu Jing                                                                 |
| 6. bis 7. Mär. 2009                                                                          | Salt Lake City (Utah Olympic Oval)              | 1.000 m (6. März)  | Anni Friesinger                                            | Sayuri Yoshii                                                     | Christine Nesbitt                                                       |
| 6. bis 7. Mär. 2009                                                                          | Salt Lake City (Utah Olympic Oval)              | 100 m (7. März)    | Jenny Wolf (WR)                                            | Yu Jing                                                           | Shihomi Shinya                                                          |
| 6. bis 7. Mär. 2009                                                                          | Salt Lake City (Utah Olympic Oval)              | 1.500 m (7. März)  | Kristina Groves                                            | Maki Tabata                                                       | Brittany Schussler                                                      |
| 6. bis 7. Mär. 2009                                                                          | Salt Lake City (Utah Olympic Oval)              | 3.000 m (6. März)  | Martina Sáblíková                                          | Daniela Anschütz-Thoms                                            | Kristina Groves                                                         |
| Einzelstreckenweltmeisterschaften in Richmond (Richmond Olympic Oval), 12. bis 15. März 2009 |                                                 |                    |                                                            |                                                                   |                                                                         |

#### 100 Meter
(Endstand nach 4 Rennen)
| Rang | Name                   | Land                | Punkte |
| ---- | ---------------------- | ------------------- | ------ |
| 1    | Jenny Wolf             | Deutschland         | 450    |
| 2    | Thijsje Oenema         | Niederlande         | 236    |
| 3    | Xing Aihua             | Volksrepublik China | 230    |
| 4    | Sayuri Ōsuga           | Japan               | 220    |
| 5    | Yu Jing                | Volksrepublik China | 210    |
| 6    | Shihomi Shin’ya        | Japan               | 189    |
| 7    | Swetlana Kaikan        | Russland            | 120    |
| 8    | Lee Sang-hwa           | Südkorea            | 102    |
| 9    | Julija Nemaja          | Russland            | 88     |
| 10   | Judith Hesse           | Deutschland         | 80     |
|      |                        |                     |        |
| 11   | Jennifer Plate         | Deutschland         | 77     |
| 19   | Gabriele Hirschbichler | Deutschland         | 40     |
| 22   | Monique Angermüller    | Deutschland         | 34     |

#### 500 Meter
(Endstand nach 13 Rennen)
| Rang | Name                | Land                | Punkte |
| ---- | ------------------- | ------------------- | ------ |
| 1    | Jenny Wolf          | Deutschland         | 1205   |
| 2    | Margot Boer         | Niederlande         | 642    |
| 3    | Lee Sang-hwa        | Südkorea            | 635    |
| 4    | Annette Gerritsen   | Niederlande         | 630    |
| 5    | Yu Jing             | Volksrepublik China | 605    |
| 6    | Sayuri Yoshii       | Japan               | 517    |
| 7    | Wang Beixing        | Volksrepublik China | 490    |
| 8    | Tomomi Okazaki      | Japan               | 425    |
| 9    | Sayuri Ōsuga        | Japan               | 423    |
| 10   | Ren Hui             | Volksrepublik China | 382    |
|      |                     |                     |        |
| 20   | Monique Angermüller | Deutschland         | 176    |
| 30   | Judith Hesse        | Deutschland         | 70     |

#### 1.000 Meter
(Endstand nach 10 Rennen)
| Rang | Name                | Land                | Punkte |
| ---- | ------------------- | ------------------- | ------ |
| 1    | Christine Nesbitt   | Kanada              | 646    |
| 2    | Kristina Groves     | Kanada              | 507    |
| 3    | Laurine van Riessen | Niederlande         | 468    |
| 4    | Shannon Rempel      | Kanada              | 452    |
| 5    | Margot Boer         | Niederlande         | 423    |
| 6    | Monique Angermüller | Deutschland         | 404    |
| 7    | Sayuri Yoshii       | Japan               | 390    |
| 8    | Anni Friesinger     | Deutschland         | 375    |
| 9    | Yu Jing             | Volksrepublik China | 370    |
| 10   | Jin Peiyu           | Volksrepublik China | 311    |
|      |                     |                     |        |
| 23   | Heike Hartmann      | Deutschland         | 107    |

#### 1.500 Meter
(Endstand nach 6 Rennen)
| Rang | Name                   | Land        | Punkte |
| ---- | ---------------------- | ----------- | ------ |
| 1    | Kristina Groves        | Kanada      | 526    |
| 2    | Daniela Anschütz-Thoms | Deutschland | 355    |
| 3    | Christine Nesbitt      | Kanada      | 335    |
| 4    | Brittany Schussler     | Kanada      | 328    |
| 5    | Shannon Rempel         | Kanada      | 253    |
| 6    | Ireen Wüst             | Niederlande | 230    |
| 7    | Maki Tabata            | Japan       | 218    |
| 8    | Laurine van Riessen    | Niederlande | 205    |
| 9    | Anni Friesinger        | Deutschland | 200    |
| 10   | Claudia Pechstein      | Deutschland | 200    |
|      |                        |             |        |
| 17   | Monique Angermüller    | Deutschland | 99     |
| 23   | Lucille Opitz          | Deutschland | 54     |

#### 3.000/5.000 Meter
(Endstand nach 6 Rennen)
| Rang | Name                   | Land        | Punkte |
| ---- | ---------------------- | ----------- | ------ |
| 1    | Martina Sáblíková      | Tschechien  | 610    |
| 2    | Daniela Anschütz-Thoms | Deutschland | 375    |
| 3    | Kristina Groves        | Kanada      | 375    |
| 4    | Stephanie Beckert      | Deutschland | 340    |
| 5    | Renate Groenewold      | Niederlande | 305    |
| 6    | Claudia Pechstein      | Deutschland | 255    |
| 7    | Masako Hozumi          | Japan       | 238    |
| 8    | Jorien Voorhuis        | Niederlande | 225    |
| 9    | Maren Haugli           | Norwegen    | 195    |
| 10   | Diane Valkenburg       | Niederlande | 189    |
|      |                        |             |        |
| 19   | Lucille Opitz          | Deutschland | 74     |

#### Teamlauf
(Endstand nach 3 Rennen)
| Rang | Name | Land                | Punkte |
| ---- | --- | ------------------- | ------ |
| 1    | Martina Sáblíková, Andrea Jirků, Karolína Erbanová                                                       | Tschechien          | 235    |
| 2    | Nancy Swider-Peltz Jr., Catherine Raney, Mia Manganello, Jennifer Rodriguez                              | Vereinigte Staaten  | 205    |
| 3    | Renate Groenewold, Ireen Wüst, Diane Valkenburg, Marrit Leenstra                                         | Niederlande         | 200    |
| 4    | Claudia Pechstein, Daniela Anschütz-Thoms, Lucille Opitz, Alexandra Lipp, Stephanie Beckert, Isabell Ost | Deutschland         | 190    |
| 5    | Katarzyna Wójcicka, Katarzyna Woźniak, Natalia Czerwonka, Luiza Złotkowska                               | Polen               | 173    |
| 6    | Masako Hozumi, Hiromi Ōtsu, Shiho Ishizawa                                                               | Japan               | 171    |
| 7    | Jekaterina Lobyschewa, Galina Lichatschowa, Alla Schabanowa, Jekaterina Schichowa                        | Russland            | 148    |
| 8    | Kristina Groves, Shannon Rempel, Brittany Schussler, Christine Nesbitt                                   | Kanada              | 130    |
| 9    | Fu Chunyan, Gao Yang, Xu Jinjin, Dong Feifei                                                             | Volksrepublik China | 117    |
| 10   | Lee Ju-yeon, No Seon-Yeong, Park Do-yeong                                                                | Südkorea            | 110    |

### Männer

#### Weltcup-Übersicht
| Datum                                                                                        | Ort                                             | Disziplin           | Sieger                                              | Zweiter                                                     | Dritter                                               |
| -------------------------------------------------------------------------------------------- | ----------------------------------------------- | ------------------- | --------------------------------------------------- | ----------------------------------------------------------- | ----------------------------------------------------- |
| 7. bis 9. Nov. 2008                                                                          | Berlin (Sportforum Hohenschönhausen)            | 500 m (7. Nov.)     | Keiichiro Nagashima                                 | Pekka Koskela                                               | Lee Kyu-hyeok                                         |
| 7. bis 9. Nov. 2008                                                                          | Berlin (Sportforum Hohenschönhausen)            | 5.000 m (7. Nov.)   | Sven Kramer                                         | Håvard Bøkko                                                | Carl Verheijen                                        |
| 7. bis 9. Nov. 2008                                                                          | Berlin (Sportforum Hohenschönhausen)            | 500 m (8. Nov.)     | Jōji Katō                                           | Yu Fengtong                                                 | Mika Poutala                                          |
| 7. bis 9. Nov. 2008                                                                          | Berlin (Sportforum Hohenschönhausen)            | 1.500 m (8. Nov.)   | Sven Kramer                                         | Erben Wennemars                                             | Simon Kuipers                                         |
| 7. bis 9. Nov. 2008                                                                          | Berlin (Sportforum Hohenschönhausen)            | 1.000 m (9. Nov.)   | Stefan Groothuis                                    | Shani Davis                                                 | Simon Kuipers                                         |
| 7. bis 9. Nov. 2008                                                                          | Berlin (Sportforum Hohenschönhausen)            | Team (9. Nov.)      | KanadaDenny Morrison Lucas Makowsky Steven Elm      | DeutschlandJörg Dallmann Robert Lehmann Marco Weber         | JapanTeruhiro Sugimori Hiroki Hirako Shigeyuki Dejima |
| 14. bis 16. Nov. 2008                                                                        | Heerenveen (Thialf)                             | 500 m (14. Nov.)    | Pekka Koskela                                       | Dmitri Lobkow                                               | Yu Fengtong                                           |
| 14. bis 16. Nov. 2008                                                                        | Heerenveen (Thialf)                             | 1.500 m (14. Nov.)  | Shani Davis                                         | Stefan Groothuis                                            | Mark Tuitert                                          |
| 14. bis 16. Nov. 2008                                                                        | Heerenveen (Thialf)                             | 5.000 m (15. Nov.)  | Sven Kramer                                         | Carl Verheijen                                              | Enrico Fabris                                         |
| 14. bis 16. Nov. 2008                                                                        | Heerenveen (Thialf)                             | 500 m (15. Nov.)    | Joji Kato                                           | Yu Fengtong                                                 | Pekka Koskela                                         |
| 14. bis 16. Nov. 2008                                                                        | Heerenveen (Thialf)                             | 1.000 m (16. Nov.)  | Shani Davis                                         | Pekka Koskela                                               | Simon Kuipers                                         |
| 14. bis 16. Nov. 2008                                                                        | Heerenveen (Thialf)                             | Team (16. Nov.)     | NiederlandeSven Kramer Simon Kuipers Carl Verheijen | Vereinigte StaatenShani Davis Chad Hedrick Trevor Marsicano | SchwedenDaniel Friberg Johan Röjler Joel Eriksson     |
| 22./23. Nov. 2008                                                                            | Moskau (Eispalast Krylatskoje)                  | 1.500 m (22. Nov.)  | Håvard Bøkko                                        | Mark Tuitert                                                | Enrico Fabris                                         |
| 22./23. Nov. 2008                                                                            | Moskau (Eispalast Krylatskoje)                  | 10.000 m (23. Nov.) | Bob de Jong                                         | Håvard Bøkko                                                | Enrico Fabris                                         |
| 6. bis 7. Dez. 2008                                                                          | Changchun (Jilin Provincial Speed Skating Rink) | 500 m (6. Dez.)     | Yu Fengtong                                         | Keiichiro Nagashima                                         | Lee Kyu-hyeok                                         |
| 6. bis 7. Dez. 2008                                                                          | Changchun (Jilin Provincial Speed Skating Rink) | 1.000 m (6. Dez.)   | Lee Kyu-hyeok                                       | Stefan Groothuis                                            | Shani Davis                                           |
| 6. bis 7. Dez. 2008                                                                          | Changchun (Jilin Provincial Speed Skating Rink) | 100 m (7. Dez.)     | Yuya Oikawa                                         | Lee Kang-seok                                               | Yu Fengtong                                           |
| 6. bis 7. Dez. 2008                                                                          | Changchun (Jilin Provincial Speed Skating Rink) | 500 m (7. Dez.)     | Dmitri Lobkow                                       | Yu Fengtong                                                 | Keiichiro Nagashima                                   |
| 6. bis 7. Dez. 2008                                                                          | Changchun (Jilin Provincial Speed Skating Rink) | 1.000 m (7. Dez.)   | Simon Kuipers                                       | Shani Davis                                                 | Stefan Groothuis                                      |
| 13./14. Dez. 2008                                                                            | Nagano (M-Wave)                                 | 500 m (13. Dez.)    | Keiichiro Nagashima                                 | Yu Fengtong                                                 | Joji Kato                                             |
| 13./14. Dez. 2008                                                                            | Nagano (M-Wave)                                 | 1.000 m (13. Dez.)  | Shani Davis                                         | Denny Morrison                                              | Lee Kyu-hyeok                                         |
| 13./14. Dez. 2008                                                                            | Nagano (M-Wave)                                 | 100 m (14. Dez.)    | Yuya Oikawa                                         | Yu Fengtong                                                 | Lee Kang-seok                                         |
| 13./14. Dez. 2008                                                                            | Nagano (M-Wave)                                 | 500 m (14. Dez.)    | Lee Kyu-hyeok                                       | Yu Fengtong                                                 | Joji Kato                                             |
| 13./14. Dez. 2008                                                                            | Nagano (M-Wave)                                 | 1.000 m (14. Dez.)  | Shani Davis                                         | Lee Kyu-hyeok                                               | Denny Morrison                                        |
| Mehrkampfeuropameisterschaft in Heerenveen (Thialf), 9. bis 11. Januar 2009                  |                                                 |                     |                                                     |                                                             |                                                       |
| Sprintweltmeisterschaft in Moskau (Eispalast Krylatskoje), 17./18. Januar 2009               |                                                 |                     |                                                     |                                                             |                                                       |
| 24. bis 25. Jan. 2009                                                                        | Kolomna (Kometa)                                | 500 m (24. Jan.)    | Keiichiro Nagashima                                 | Yu Fengtong                                                 | Yuya Oikawa                                           |
| 24. bis 25. Jan. 2009                                                                        | Kolomna (Kometa)                                | 1.000 m (24. Jan.)  | Denny Morrison                                      | Stefan Groothuis                                            | Jewgeni Lalenkow                                      |
| 24. bis 25. Jan. 2009                                                                        | Kolomna (Kometa)                                | 100 m (25. Jan.)    | Yuya Oikawa                                         | Joji Kato                                                   | Zhang Zhongqi                                         |
| 24. bis 25. Jan. 2009                                                                        | Kolomna (Kometa)                                | 500 m (25. Jan.)    | Tucker Fredricks                                    | Keiichiro Nagashima                                         | Yu Fengtong                                           |
| 24. bis 25. Jan. 2009                                                                        | Kolomna (Kometa)                                | 1.000 m (25. Jan.)  | Denny Morrison                                      | Stefan Groothuis                                            | Mark Tuitert                                          |
| 30. Jan./ 1. Feb. 2009                                                                       | Erfurt (Gunda-Niemann- Stirnemann-Halle)        | 500 m (30. Jan.)    | Yu Fengtong                                         | Keiichiro Nagashima                                         | Tucker Fredricks                                      |
| 30. Jan./ 1. Feb. 2009                                                                       | Erfurt (Gunda-Niemann- Stirnemann-Halle)        | 1.000 m (1. Feb.)   | Shani Davis                                         | Denny Morrison                                              | Jan Bos                                               |
| 30. Jan./ 1. Feb. 2009                                                                       | Erfurt (Gunda-Niemann- Stirnemann-Halle)        | 1.500 m (31. Jan.)  | Denny Morrison                                      | Trevor Marsicano                                            | Shani Davis                                           |
| 30. Jan./ 1. Feb. 2009                                                                       | Erfurt (Gunda-Niemann- Stirnemann-Halle)        | 500 m (31. Jan.)    | Tucker Fredricks                                    | Yu Fengtong                                                 | Jan Smeekens                                          |
| 30. Jan./ 1. Feb. 2009                                                                       | Erfurt (Gunda-Niemann- Stirnemann-Halle)        | 5.000 m (30. Jan.)  | Sven Kramer                                         | Håvard Bøkko                                                | Bob de Jong                                           |
| 30. Jan./ 1. Feb. 2009                                                                       | Erfurt (Gunda-Niemann- Stirnemann-Halle)        | Team (1. Feb.)      | KanadaDenny Morrison Lucas Makowsky Jay Morrison    | ItalienMatteo Anesi Enrico Fabris Luca Stefani              | NorwegenHåvard Bøkko Sverre Haugli Stian Elvenes      |
| Mehrkampfweltmeisterschaft in Hamar (Vikingskipet), 7./8. Februar 2009                       |                                                 |                     |                                                     |                                                             |                                                       |
| 14./15. Feb. 2009                                                                            | Heerenveen (Thialf)                             | 1.500 m (14. Feb.)  | Shani Davis                                         | Enrico Fabris                                               | Trevor Marsicano                                      |
| 14./15. Feb. 2009                                                                            | Heerenveen (Thialf)                             | 10.000 m (15. Feb.) | Sven Kramer                                         | Håvard Bøkko                                                | Bob de Jong                                           |
| 6. bis 7. Mär. 2009                                                                          | Salt Lake City (Utah Olympic Oval)              | 500 m (6. März)     | Yu Fengtong                                         | Lee Kyu-hyeok                                               | Tucker Fredricks                                      |
| 6. bis 7. Mär. 2009                                                                          | Salt Lake City (Utah Olympic Oval)              | 1.000 m (7. März)   | Shani Davis 1:06,42 – (WR)                          | Trevor Marsicano                                            | Denny Morrison                                        |
| 6. bis 7. Mär. 2009                                                                          | Salt Lake City (Utah Olympic Oval)              | 100 m (7. März)     | Yuya Oikawa 9,40 – (WR)                             | Lee Kang-seok                                               | Yu Fengtong                                           |
| 6. bis 7. Mär. 2009                                                                          | Salt Lake City (Utah Olympic Oval)              | 1.500 m (6. März)   | Shani Davis                                         | Trevor Marsicano                                            | Denny Morrison                                        |
| 6. bis 7. Mär. 2009                                                                          | Salt Lake City (Utah Olympic Oval)              | 5.000 m (7. März)   | Sven Kramer                                         | Håvard Bøkko                                                | Carl Verheijen                                        |
| Einzelstreckenweltmeisterschaften in Richmond (Richmond Olympic Oval), 12. bis 15. März 2009 |                                                 |                     |                                                     |                                                             |                                                       |

#### 100 Meter
(Endstand nach 4 Rennen)
| Rang | Name                | Land                | Punkte |
| ---- | ------------------- | ------------------- | ------ |
| 1    | Yūya Oikawa         | Japan               | 450    |
| 2    | Yu Fengtong         | Volksrepublik China | 305    |
| 3    | Lee Kang-seok       | Südkorea            | 270    |
| 4    | Mika Poutala        | Finnland            | 232    |
| 5    | Zhang Zhongqi       | Volksrepublik China | 220    |
| 6    | Zhang Yaolin        | Volksrepublik China | 194    |
| 7    | Jōji Katō           | Japan               | 130    |
| 8    | Jamie Gregg         | Kanada              | 104    |
| 9    | Keiichirō Nagashima | Japan               | 88     |
| 10   | Muncef Ouardi       | Kanada              | 84     |
|      |                     |                     |        |
| 14   | Matthias Schwierz   | Deutschland         | 48     |

#### 500 Meter
(Endstand nach 13 Rennen)
| Rang | Name                | Land                | Punkte |
| ---- | ------------------- | ------------------- | ------ |
| 1    | Yu Fengtong         | Volksrepublik China | 1086   |
| 2    | Keiichirō Nagashima | Japan               | 957    |
| 3    | Tucker Fredricks    | Vereinigte Staaten  | 642    |
| 4    | Mika Poutala        | Finnland            | 593    |
| 5    | Lee Kyu-hyeok       | Südkorea            | 581    |
| 6    | Jōji Katō           | Japan               | 542    |
| 7    | Yūya Oikawa         | Japan               | 458    |
| 8    | Dmitri Lobkow       | Russland            | 399    |
| 9    | Pekka Koskela       | Finnland            | 360    |
| 10   | Zhang Zhongqi       | Volksrepublik China | 340    |
|      |                     |                     |        |
| 29   | Nico Ihle           | Deutschland         | 69     |

#### 1.000 Meter
(Endstand nach 10 Rennen)
| Rang | Name                | Land               | Punkte |
| ---- | ------------------- | ------------------ | ------ |
| 1    | Shani Davis         | Vereinigte Staaten | 840    |
| 2    | Denny Morrison      | Kanada             | 705    |
| 3    | Stefan Groothuis    | Niederlande        | 590    |
| 4    | Simon Kuipers       | Niederlande        | 434    |
| 5    | Lee Kyu-hyeok       | Südkorea           | 370    |
| 6    | Keiichirō Nagashima | Japan              | 350    |
| 7    | Mark Tuitert        | Niederlande        | 286    |
| 8    | Jewgeni Lalenkow    | Russland           | 260    |
| 9    | Lee Jong-woo        | Südkorea           | 245    |
| 10   | Mo Tae-bum          | Südkorea           | 244    |
|      |                     |                    |        |
| 17   | Samuel Schwarz      | Deutschland        | 190    |

#### 1.500 Meter
(Endstand nach 6 Rennen)
| Rang | Name             | Land               | Punkte |
| ---- | ---------------- | ------------------ | ------ |
| 1    | Shani Davis      | Vereinigte Staaten | 470    |
| 2    | Trevor Marsicano | Vereinigte Staaten | 374    |
| 3    | Håvard Bøkko     | Norwegen           | 363    |
| 4    | Enrico Fabris    | Italien            | 294    |
| 5    | Mark Tuitert     | Niederlande        | 292    |
| 6    | Chad Hedrick     | Vereinigte Staaten | 260    |
| 7    | Denny Morrison   | Kanada             | 247    |
| 8    | Sven Kramer      | Niederlande        | 229    |
| 9    | Stefan Groothuis | Niederlande        | 218    |
| 10   | Erben Wennemars  | Niederlande        | 190    |
|      |                  |                    |        |
| 20   | Robert Lehmann   | Deutschland        | 79     |

#### 5.000/10.000 Meter
(Endstand nach 6 Rennen)
| Rang | Name               | Land               | Punkte |
| ---- | ------------------ | ------------------ | ------ |
| 1    | Sven Kramer        | Niederlande        | 550    |
| 2    | Håvard Bøkko       | Norwegen           | 485    |
| 3    | Bob de Jong        | Niederlande        | 425    |
| 4    | Carl Verheijen     | Niederlande        | 390    |
| 4    | Enrico Fabris      | Italien            | 368    |
| 6    | Ted-Jan Bloemen    | Niederlande        | 217    |
| 7    | Øystein Grødum     | Norwegen           | 191    |
| 8    | Trevor Marsicano   | Vereinigte Staaten | 177    |
| 9    | Wouter Olde Heuvel | Niederlande        | 168    |
| 10   | Sverre Haugli      | Norwegen           | 140    |
|      |                    |                    |        |
| 11   | Marco Weber        | Deutschland        | 140    |
| 13   | Roger Schneider    | Schweiz            | 132    |
| 18   | Tobias Schneider   | Deutschland        | 78     |
| 19   | Moritz Geisreiter  | Deutschland        | 73     |
| 20   | Robert Lehmann     | Deutschland        | 68     |

#### Teamlauf
(Endstand nach 3 Rennen)
| Rang | Name                                                                                   | Land               | Punkte |
| ---- | -------------------------------------------------------------------------------------- | ------------------ | ------ |
| 1    | Denny Morrison, Lucas Makowsky, Steven Elm, Jay Morrison                               | Kanada             | 310    |
| 2    | Matteo Anesi, Enrico Fabris, Luca Stefani, Marco Cignini                               | Italien            | 220    |
| 3    | Teruhiro Sugimori, Hiroki Hirako, Shigeyuki Dejima                                     | Japan              | 210    |
| 4    | Jörg Dallmann, Robert Lehmann, Marco Weber, Stefan Heythausen                          | Deutschland        | 170    |
| 5    | Patrick Meek, Trevor Marsicano, Ryan Bedford, Shani Davis, Chad Hedrick, Paul Dyrud    | Vereinigte Staaten | 170    |
| 6    | Håvard Bøkko, Øystein Grødum, Sverre Haugli, Stian Elvenes                             | Norwegen           | 150    |
| 7    | Sven Kramer, Simon Kuipers, Carl Verheijen, Tom Prinsen, Ben Jongejan, Sjoerd de Vries | Niederlande        | 140    |
| 8    | Johan Röjler, Daniel Friberg, Joel Eriksson                                            | Schweden           | 130    |
| 9    | Konrad Niedźwiedzki, Sebastian Druszkiewicz, Sławomir Chmura                           | Polen              | 118    |
| 10   | Iwan Skobrew, Jewgeni Lalenkow, Andrej Burljajev                                       | Russland           | 108    |

## Gesamt
- Platz: Gibt die Reihenfolge der Athleten wieder. Diese wird durch die Anzahl der Weltcupsiege bestimmt. Bei gleicher Anzahl werden die 2. Platzierungen verglichen, danach die 3. Platzierungen
- Name: Nennt den Namen des Athleten
- Land: Nennt das Land, für das der Athlet startete
- Siege: Nennt die Anzahl der Weltcupsiege
- 2. Plätze: Nennt die Anzahl der errungenen 2. Plätze
- 3. Plätze: Nennt die Anzahl der errungenen 3. Plätze
- Gesamt: Nennt die Anzahl aller gewonnenen Medaillen

### Top Ten
Die Top Ten zeigt die zehn erfolgreichsten Sportler/-innen des Eisschnelllauf-Weltcups 2008/09.
| Platz | Name                | Land               | Siege | 2. Plätze | 3. Plätze | Gesamt |
| ----- | ------------------- | ------------------ | ----- | --------- | --------- | ------ |
| 1.    | Jenny Wolf          | Deutschland        | 14    | 2         | 0         | 16     |
| 2.    | Shani Davis         | Vereinigte Staaten | 8     | 3         | 2         | 13     |
| 3.    | Sven Kramer         | Niederlande        | 7     | 0         | 0         | 7      |
| 4.    | Denny Morrison      | Kanada             | 5     | 2         | 3         | 10     |
| 5.    | Martina Sáblíková   | Tschechien         | 5     | 2         | 0         | 7      |
| 6.    | Kristina Groves     | Kanada             | 4     | 3         | 5         | 12     |
| 7.    | Anni Friesinger     | Deutschland        | 4     | 1         | 0         | 5      |
| 8.    | Yūya Oikawa         | Japan              | 4     | 0         | 1         | 5      |
| 9.    | Christine Nesbitt   | Kanada             | 3     | 4         | 4         | 11     |
| 10.   | Keiichiro Nagashima | Japan              | 3     | 3         | 1         | 7      |

### Frauen
| Platz | Name                   | Land                | Siege | 2. Plätze | 3. Plätze | Gesamt |
| ----- | ---------------------- | ------------------- | ----- | --------- | --------- | ------ |
| 1.    | Jenny Wolf             | Deutschland         | 14    | 2         | 0         | 16     |
| 2.    | Martina Sáblíková      | Tschechien          | 5     | 2         | 0         | 7      |
| 3.    | Kristina Groves        | Kanada              | 4     | 3         | 5         | 12     |
| 4.    | Anni Friesinger        | Deutschland         | 4     | 1         | 0         | 5      |
| 5.    | Christine Nesbitt      | Kanada              | 3     | 4         | 4         | 11     |
| 6.    | Renate Groenewold      | Niederlande         | 3     | 0         | 1         | 4      |
| 7.    | Wang Beixing           | Volksrepublik China | 2     | 3         | 1         | 6      |
| 8.    | Claudia Pechstein      | Deutschland         | 2     | 1         | 1         | 4      |
| 9.    | Ireen Wüst             | Niederlande         | 2     | 0         | 1         | 3      |
| 10.   | Margot Boer            | Niederlande         | 2     | 0         | 0         | 2      |
| 11.   | Yu Jing                | Volksrepublik China | 1     | 6         | 3         | 10     |
| 12.   | Laurine van Riessen    | Niederlande         | 1     | 0         | 2         | 3      |
| 13.   | Diane Valkenburg       | Niederlande         | 1     | 0         | 1         | 2      |
| 14.   | Andrea Jirků           | Tschechien          | 1     | 0         | 0         | 1      |
| 14.   | Jennifer Rodriguez     | Vereinigte Staaten  | 1     | 0         | 0         | 1      |
| 14.   | Karolína Erbanová      | Tschechien          | 1     | 0         | 0         | 1      |
| 14.   | Marrit Leenstra        | Niederlande         | 1     | 0         | 0         | 1      |
| 18.   | Daniela Anschütz-Thoms | Deutschland         | 0     | 6         | 1         | 7      |
| 19.   | Lee Sang-hwa           | Südkorea            | 0     | 3         | 6         | 9      |
| 20.   | Xing Aihua             | Volksrepublik China | 0     | 2         | 2         | 4      |
| 20.   | Annette Gerritsen      | Niederlande         | 0     | 2         | 2         | 4      |
| 20.   | Shannon Rempel         | Kanada              | 0     | 2         | 2         | 4      |
| 23.   | Brittany Schussler     | Kanada              | 0     | 2         | 1         | 3      |
| 24.   | Jin Peiyu              | Volksrepublik China | 0     | 1         | 3         | 4      |
| 25.   | Lucille Opitz          | Deutschland         | 0     | 1         | 1         | 2      |
| 25.   | Sayuri Yoshii          | Japan               | 0     | 1         | 1         | 2      |
| 25.   | Stephanie Beckert      | Deutschland         | 0     | 1         | 1         | 2      |
| 28.   | Alla Schabanowa        | Russland            | 0     | 1         | 0         | 1      |
| 28.   | Galina Lichatschowa    | Russland            | 0     | 1         | 0         | 1      |
| 28.   | Jekaterina Schichowa   | Russland            | 0     | 1         | 0         | 1      |
| 28.   | Judith Hesse           | Deutschland         | 0     | 1         | 0         | 1      |
| 28.   | Maki Tabata            | Japan               | 0     | 1         | 0         | 1      |
| 33.   | Catherine Raney        | Vereinigte Staaten  | 0     | 0         | 1         | 1      |
| 33.   | Katarzyna Wójcicka     | Polen               | 0     | 0         | 1         | 1      |
| 33.   | Luiza Złotkowska       | Polen               | 0     | 0         | 1         | 1      |
| 33.   | Masako Hozumi          | Japan               | 0     | 0         | 1         | 1      |
| 33.   | Mia Manganello         | Vereinigte Staaten  | 0     | 0         | 1         | 1      |
| 33.   | Nancy Swider-Peltz Jr. | Vereinigte Staaten  | 0     | 0         | 1         | 1      |
| 33.   | Natalia Czerwonka      | Polen               | 0     | 0         | 1         | 1      |
| 33.   | Sayuri Ōsuga           | Japan               | 0     | 0         | 1         | 1      |
| 33.   | Shihomi Shinya         | Japan               | 0     | 0         | 1         | 1      |

### Männer
| Platz | Name                | Land                | Siege | 2. Plätze | 3. Plätze | Gesamt |
| ----- | ------------------- | ------------------- | ----- | --------- | --------- | ------ |
| 1.    | Shani Davis         | Vereinigte Staaten  | 8     | 3         | 2         | 13     |
| 2.    | Sven Kramer         | Niederlande         | 7     | 0         | 0         | 7      |
| 3.    | Denny Morrison      | Kanada              | 5     | 2         | 3         | 10     |
| 4.    | Yūya Oikawa         | Japan               | 4     | 0         | 1         | 5      |
| 5.    | Yu Fengtong         | Volksrepublik China | 3     | 8         | 4         | 15     |
| 6.    | Keiichiro Nagashima | Japan               | 3     | 3         | 1         | 7      |
| 7.    | Lee Kyu-Hyeok       | Südkorea            | 2     | 2         | 3         | 7      |
| 8.    | Joji Kato           | Japan               | 2     | 1         | 2         | 5      |
| 9.    | Simon Kuipers       | Niederlande         | 2     | 0         | 3         | 5      |
| 10.   | Tucker Fredricks    | Vereinigte Staaten  | 2     | 0         | 2         | 4      |
| 11.   | Lucas Makowsky      | Kanada              | 2     | 0         | 0         | 2      |
| 12.   | Håvard Bøkko        | Norwegen            | 1     | 5         | 1         | 7      |
| 13.   | Stefan Groothuis    | Niederlande         | 1     | 4         | 1         | 6      |
| 14.   | Pekka Koskela       | Finnland            | 1     | 2         | 1         | 4      |
| 15.   | Carl Verheijen      | Niederlande         | 1     | 1         | 2         | 4      |
| 16.   | Dmitri Lobkow       | Russland            | 1     | 1         | 0         | 2      |
| 17.   | Bob de Jong         | Niederlande         | 1     | 0         | 2         | 3      |
| 18.   | Jay Morrison        | Kanada              | 1     | 0         | 0         | 1      |
| 18.   | Steven Elm          | Kanada              | 1     | 0         | 0         | 1      |
| 20.   | Trevor Marsicano    | Vereinigte Staaten  | 0     | 4         | 1         | 5      |
| 21.   | Enrico Fabris       | Italien             | 0     | 2         | 3         | 5      |
| 22.   | Lee Kang-seok       | Südkorea            | 0     | 2         | 1         | 3      |
| 23.   | Mark Tuitert        | Niederlande         | 0     | 1         | 2         | 3      |
| 24.   | Chad Hedrick        | Vereinigte Staaten  | 0     | 1         | 0         | 1      |
| 24.   | Erben Wennemars     | Niederlande         | 0     | 1         | 0         | 1      |
| 24.   | Jörg Dallmann       | Deutschland         | 0     | 1         | 0         | 1      |
| 24.   | Luca Stefani        | Italien             | 0     | 1         | 0         | 1      |
| 24.   | Marco Weber         | Deutschland         | 0     | 1         | 0         | 1      |
| 24.   | Matteo Anesi        | Italien             | 0     | 1         | 0         | 1      |
| 24.   | Robert Lehmann      | Deutschland         | 0     | 1         | 0         | 1      |
| 31.   | Daniel Friberg      | Schweden            | 0     | 0         | 1         | 1      |
| 31.   | Hiroki Hirako       | Japan               | 0     | 0         | 1         | 1      |
| 31.   | Jan Bos             | Niederlande         | 0     | 0         | 1         | 1      |
| 31.   | Jan Smeekens        | Niederlande         | 0     | 0         | 1         | 1      |
| 31.   | Jewgeni Lalenkow    | Russland            | 0     | 0         | 1         | 1      |
| 31.   | Joel Eriksson       | Schweden            | 0     | 0         | 1         | 1      |
| 31.   | Johan Röjler        | Schweden            | 0     | 0         | 1         | 1      |
| 31.   | Mika Poutala        | Finnland            | 0     | 0         | 1         | 1      |
| 31.   | Shigeyuki Dejima    | Japan               | 0     | 0         | 1         | 1      |
| 31.   | Stian Elvenes       | Norwegen            | 0     | 0         | 1         | 1      |
| 31.   | Sverre Haugli       | Norwegen            | 0     | 0         | 1         | 1      |
| 31.   | Teruhiro Sugimori   | Japan               | 0     | 0         | 1         | 1      |
| 31.   | Zhang Zhongqi       | Volksrepublik China | 0     | 0         | 1         | 1      |

### Nationenwertung
Die Nationenwertung zeigt die erfolgreichsten Nationen (Sportler/-innen) des Eisschnelllauf-Weltcups 2008/09.
| Platz | Land                | Siege | 2. Plätze | 3. Plätze | Gesamt |
| ----- | ------------------- | ----- | --------- | --------- | ------ |
| 1.    | Deutschland         | 20    | 12        | 2         | 34     |
| 2.    | Niederlande         | 16    | 9         | 19        | 44     |
| 3.    | Kanada              | 12    | 11        | 15        | 38     |
| 4.    | Vereinigte Staaten  | 11    | 6         | 6         | 23     |
| 5.    | Japan               | 9     | 6         | 9         | 24     |
| 6.    | Volksrepublik China | 6     | 20        | 14        | 40     |
| 7.    | Tschechien          | 5     | 2         | 0         | 7      |
| 8.    | Südkorea            | 2     | 7         | 10        | 19     |
| 9.    | Norwegen            | 1     | 5         | 1         | 7      |
| 10.   | Finnland            | 1     | 2         | 2         | 5      |
| 11.   | Russland            | 1     | 2         | 1         | 4      |
| 12.   | Italien             | 0     | 4         | 1         | 5      |
| 13.   | Polen               | 0     | 0         | 1         | 1      |
| 13.   | Schweden            | 0     | 0         | 1         | 1      |